# 39540 Borchert
39540 Borchert è un asteroide della fascia principale. Scoperto nel 1991, presenta un'orbita caratterizzata da un semiasse maggiore pari a 2,4744767 UA e da un'eccentricità di 0,1299315, inclinata di 3,23110° rispetto all'eclittica.
Prende il nome da Wolfgang Borchert, uno dei maggiori esponenti della letteratura tedesca del secondo dopoguerra.